# 康登 (加利福尼亞州弗雷斯諾縣)
康登（英語：Camden）是位於美國加利福尼亞州弗雷斯諾縣的一個非建制地區。該地的面積和人口皆未知。

## 地理
康登的座標為36°25′52″N 119°47′52″W / 36.43111°N 119.79778°W，而該地的平均海拔高度為72米（即236英尺）。